# Ambrozja (imię)
Ambrozja – imię żeńskie pochodzenia greckiego, od gr. ambrósios – boski, nieśmiertelny; żeński odpowiednik imienia Ambroży. Według stanu na 17 stycznia 2015 r. imię to miało w Polsce 5 nadań.  
Ambrozja imieniny obchodzi razem z Ambrożym: 7 grudnia.